# Солтис Михайло
Миха́йло Со́лтис (* 31 серпня 1918, Жидичин, сучасний Ківерцівський район — † імовірно, серпень 1944) — український військовий діяч, член Організації українських націоналістів з 1938 року (псевдо Черкас).

## Життєпис
Навчався в Луцьку у українській гімназії, протягом 1936—1938 років — у школі «Маслосоюзу» в Стрию. До 1939 року працював кооператором на Поліссі.
На початку 1939 року польська влада його заарештовує за приналежність до ОУН; у вересні йому вдалося втекти, переїхав до Берліна.
Після розколу ОУН — в складі ОУН (М) з 1940 року.
У червні 1941 року рушає з похідними групами ОУН, діяв на Черкащині та Кіровоградщині.
З 1942 року — в складі Волинської крайової екзекутиви ОУН-М.
В кінці 1942 року організовує партизанський відділ ОУН-М, що діяв в околицях Луцька; займається пропагандивною роботою.
Серпнем 1943 року проводить не санкціоновані ПУН перемовини з шефом поліції Поділля та Волині доктором Піцом і у порозумінні з ним створює Український легіон самооборони, очолює штаб легіону. У листопаді загін рушає в рейд, в його складі крім «Черкаса» — колишній старшина армії УНР полковник Герасименко («Тур») та вісім членів ОУН-М. Група направилась у сторону Дубна, 15 листопада отаборилась в селі Степанова на Крем'янеччині. В ході рейду до групи приєднувались колишні мельниківці, інші бійці, що з різних причин не хотіли воювати ні в рядах УПА, ні радянських партизанів. 30 листопада група зупинилась на відпочинок в селі Білокриниця. 2 грудня до Білокриниці 5 вантажівок та наказ про негайне прибуття усієї групи до Луцька. Рейдовики повернулись, були розміщені у селі Підгайці, у підготованих німцями казармах.
Наприкінці грудня до Підгайців прибула сотня «Жарини», яка покинула службу в УПА, у її складі був очільник одного з найбільших мельниківських партизанських з'єднань Микола Недзведський — «Хрін». Перед новим 1944 роком рейдуючий відділ складався з трьох бойових і однієї господарської сотні, командири — сотники «Нечай», М. Карковець, Ю. Макух, О. Гуня; кількість бійців становила близько 500 осіб.
У лютому на Грубешівщині до вояків приєднались знані старшини армії УНР, серед них і колишній командир «Чорних запорожців», полковник армії УНР Петро Гаврилович Дяченко («Квітка»).
Влітку 1944 року виступив з ініціативою підписання угоди з Армією Крайовою про взаємний ненапад.
В часі придушення Варшавського повстання висловлює рішучі протести проти використання УЛС проти польських повсталих, за цим відбувся арешт нацистами.
Подальша його участь невідома; згідно з певними версіями, розстріляний.